# Rakovci
Rakovci je naselje u Republici Hrvatskoj, u sastavu Grada Poreča, Istarska županija. 

## Stanovništvo
Prema popisu stanovništva iz 2001. godine, naselje je imalo 15 stanovnika te 8 obiteljskih kućanstava.

Prema popisu stanovništva iz 2011. godine naselje je imalo 26 stanovnika.
| broj stanovnika |       |       | 84    | 84    | 94    | 101   |       |       | 50    | 39    | 34    | 25    | 16    | 10    | 15    | 26    | 16    |
|                 | 1857. | 1869. | 1880. | 1890. | 1900. | 1910. | 1921. | 1931. | 1948. | 1953. | 1961. | 1971. | 1981. | 1991. | 2001. | 2011. | 2021. |